# Bruille-lez-Marchiennes
Bruille-lez-Marchiennes település Franciaországban, Nord megyében. Lakosainak száma 1345 fő (2022. január 1.). Bruille-lez-Marchiennes Rieulay, Somain, Aniche, Auberchicourt, Écaillon és Pecquencourt községekkel határos.

## Népesség
A település népességének változása:
| Lakosok száma | 1322 | 1305 | 1333 | 1345 | 1365 | 1361 | 1354 | 1350 | 1345 |
|               | 2013 | 2015 | 2016 | 2017 | 2018 | 2019 | 2020 | 2021 | 2022 |